# Liste des transformations de Mario
 (avril 2011).
Si vous disposez d'ouvrages ou d'articles de référence ou si vous connaissez des sites web de qualité traitant du thème abordé ici, merci de compléter l'article en donnant les références utiles à sa vérifiabilité et en les liant à la section « Notes et références ».
Dans les jeux de la série Mario, le héros, Mario, peut obtenir une transformation, lui conférant un pouvoir, dès qu'il entre en contact avec un objet spécial. Depuis Super Mario Bros, de nouvelles transformations s’ajoutent au fil des jeux, certaines étant spécifiques à un titre en particulier ou à une série de jeux.

## Les transformations de base
Ces transformations sont accessibles dans de nombreux épisodes.
- Petit Mario Little Mario マリオ (Mario?): 
Il s’agit de la toute première forme de Mario lorsque le joueur commence la partie, dans les différents jeux de plateformes. Faible, il ne peut pas briser les blocs. S’il est touché par un ennemi, Mario perd instantanément une vie.
- Super Mario Super Mario スーパーマリオ (Sūpā Mario?): 
Dans les jeux de plateforme de la série Super Mario, Mario démarre avec une forme de base de petite taille. Prendre un Super Champignon lui permet de grandir et de devenir « Super Mario ». S'il est touché, il retrouve sa forme initiale.
- Mario de feu Fire Mario ファイアマリオ (Faia Mario?): 
En prenant une Fleur de feu, Mario acquiert le pouvoir de lancer des boules de feu, lui permettant ainsi de vaincre plus facilement ses ennemis et à distance. Dans certains jeux, comme ceux de la série des New Super Mario Bros, les ennemis vaincus laissent tomber une ou plusieurs pièces.
- Personnage étoile Starman スーパースター (Sūpā Sutā?) : 
En prenant une Super Étoile, Mario est invincible pendant un court instant (20 secondes environ). Sa vitesse augmente légère et il élimine les ennemies instantanément, à l’exception des boss.

## Les bonus
Ces bonus sont accessibles dans de nombreux épisodes[Lesquels ?].
- Champignon 1-up 1-Up Mushroom 1UPキノコ (1-UP Kinoko?)
En prenant un Champi 1-up, Mario gagne une vie supplémentaire. Dans certains niveaux de Super Mario Bros. 3, les champis 1-up sont bleus.
- Lune 3-Up 3-Up Moon 3UPムーン (3-UP Mūn?) : 
En prenant une Lune 3-Up, Mario gagne trois vies supplémentaires.
- Champignon d'or Gold Mushroom ゴールドキノコ (Gōrudo Kinoko?) : 
Dans le mode "Pièces en folie" de New Super Mario Bros. 2, ce champignon donne 50 pièces voire 100 si Mario tient une fleur d'or.
- Champignon pastille Max Mushroom ドデカキノコ (Dodeka Kinoko?) : 
Dans les jeux Mario and Luigi, ce champignon redonne beaucoup de points de vie.
- Fleur Rapido Speed Flower ハヤクナール (Hayakunāru?) : 
Dans Super Paper Mario, cette fleur fait accélérer Mario.
- Fleur Lourdo Slow Flower ノロクナール (Norokunāru?) : 
Dans Super Paper Mario, cette fleur fait ralentir Mario.

## Super Mario Bros. 3
- Mario-Raton laveur Raccoon Mario しっぽマリオ (Shippo Mario?, « Mario queue »): 
Mario se dote d’oreilles pointues et d’une queue annelée, il peut voler temporairement en prenant de l'élan, et peut donner de puissants coups de queue en faisant un tour sur lui-même. Il peut aussi tomber doucement. Il lui faut prendre une Super Feuille pour pouvoir utiliser cette transformation. Cette transformation est reprise dans Super Mario 3D Land et New Super Mario Bros. 2
- Mario-Grenouille Frog Mario カエルマリオ (Kaeru Mario?):
Grâce à un Costume de Grenouille, Mario avance bien mieux dans l'eau. Elle est par contre handicapante sur terre, car Mario ne peut se déplacer qu'en sautant. Ses capacités de saut sont augmentées, mais il ne peut plus courir. Dans Super Mario Maker 2, si Mario prend un objet en ayant ce costume, il se déplacera normalement et pourra courir sur l'eau.
- Mario-Marteau Hammer Mario ハンマーマリオ (Hanmā Mario?):
En enfilant un Costume de Frère Marto, Mario obtient son pouvoir de lancer des marteaux mortels qui éradiquent certains ennemis réputés invincibles, comme les Boos. Bowser lui-même est très sensible à cette transformation. C'est le plus puissant des Mario dans Super Mario Bros 3. Sa seule faiblesse est que les marteaux sont moins précis que les boules de feu et ne permettent pas de toucher d'aussi loin.
- Mario-Tanuki Tanooki Mario タヌキマリオ (Tanuki Mario?):
En s'habillant d'un Costume de Tanuki, Mario peut se transformer en statue de pierre pour passer inaperçu. De plus, il a toutes les possibilités de Mario-Raton laveur. Cette transformation est reprise dans Super Mario 3D Land et dans Super Mario 3D World. De plus, Mario avec un costume de tanuki apparaît en tant que personnage jouable dans un DLC de Mario Kart 8.
- Mario-Botte:
En prenant une Botte de Goomba, Mario rentre dedans et s'en sert pour écraser un ennemi ou marcher sur des plates-formes infranchissables autrement. Dans les deux Super Mario Maker, il est possible de rendre la botte gigantesque et/ou de lui rajouter des ailes. Cela lui permet de faire une charge au sol et/ou de flotter, à la manière de Yoshi.

### Les objets s'utilisant seulement sur la carte
- Ailes-P P-Wing Pウイング (P Uingu?) : 
En utilisant ces ailes, Mario prend peut la forme de Mario-Raton laveur et peux voler indéfiniment dans l’ensemble du niveau. Cet objet est repris dans Super Mario 3D Land sous le nom de 'Aile P'
- Nuage de Lakitu Lakitu’s Cloud ジュゲムのくも (Jugemu no Kumo?) : 
En utilisant un nuage, Mario peut passer un niveau, mais si Mario perd au niveau suivant, il doit faire le niveau franchi par le nuage.
- Marteau Hammer ハンマー (Hanmā?) : 
En utilisant un marteau, Mario casse une colline, laissant un passage.
- Boite à musique Music Box ミュージックボックス (Myūjikku Bokkusu?) : 
La Boite à musique permet d'endormir les frères marteaux sur la carte pour pouvoir les passer sans les affronter.
- Sifflet magique Magic Whistle ふえ (Fue?, Flûte) :
Cet objet secret permet d’accéder à un monde spécial, permettant d’accéder à d’autres mondes. Utiliser un sifflet magique dans le monde spécial amène directement au dernier monde.
- Ancre Anchor いかり (Ikari?) : 
Permet que le bateau ne se déplace pas, si le dernier niveau d'un monde est perdu.

## Super Mario Land
- Mario-Superball Superball Mario スーパーボールマリオ (Sūpābōru Mario?) : 
En ramassant une Super Fleur, Mario peut lancer des boulets qui rebondissent pour détruire ses ennemis.

## Super Mario World
- Mario Cape Cape Mario マントマリオ (Manto Mario?,  « Mario-manteau ») : 
En ramassant une plume, Mario obtient une cape jaune, il peut alors planer et s'élancer dans les airs, à condition de prendre de l'élan. Il peut aussi jouer avec sa cape pour "rebondir" dans les airs. La cape lui permet aussi de tomber doucement. C'est aussi une attaque dans la série Super Smash Bros.
- Mario Ballon
En prenant un Ballon P, Mario gonfle comme un ballon. Il peut alors voler de manière contrôlée. Cependant, Mario est alors assez lent et la transformation est limitée dans le temps. Cette transformation est reprise dans Super Mario 64 DS, sauf quelle s'obtient quand Mario prend une Fleur de Puissance. Dans Super Mario Maker 2, le ballon marche différemment : Mario doit s'orienter dans la direction souhaitée pour pouvoir y aller.

## Super Mario Land 2: 6 Golden Coins
- Mario lapin  Bunny Mario バニーマリオ (Banī Mario?)
En prenant une carotte, la casquette de Mario obtient des oreilles de lapin, ce qui lui permet de sauter plus haut et de tomber plus doucement.
- Mario-Bombe 
En tapant sur le bloc pour effacer les parties vous vous transformerez en Mario-Bombe.

## Super Mario 64
Dans la réédition Super Mario 64 DS tous les blocs bonus sont rouge et il y a des Fleurs de Puissance qui en sort l'effet dépend du personnage
- Mario Ailé
Si Mario remplace sa casquette par une Casquette Ailée (Bloc Rouge), il obtient la capacité de voler, à condition d'avoir fait un triple-saut auparavant ou d'avoir été tiré par un canon. Cette transformation s'estompe après un certain temps.
- Mario Baudruche Balloon Mario 風船マリオ (Fūsei Mario?)— Super Mario 64 DS seulement
En prenant une fleur de puissance, Mario gonfle, peut voler et rebondir comme un ballon. Il revient à la normale après un certain temps ou lorsqu'un ennemi le touche.
- Mario Invisible Vanish Mario とうめいマリオ (Tōmei Mario?) : 
Mario devient transparent et intangible s'il porte une Casquette Invisible (Bloc Bleu), lui donnant la capacité de traverser certaines parois solides et les ennemis. Cette transformation s'estompe après un certain temps. Dans Super Mario 64 DS, ce n'est pas Mario, mais, Luigi qui utilise cette transformation.
- Mario Métal Metal Mario メタルマリオ (Metaru Mario?) : 
Si Mario remplace sa casquette par une Casquette Métal (Bloc Vert), il obtient la capacité de vaincre ses ennemis rien qu'en les touchant (identique à l'étoile), ne subit pas les effets des gaz toxiques et peut également marcher au fond de l'eau (du fait du poids) et ainsi atteindre des endroits secrets. Cette transformation s'estompe après un certain temps. Dans Super Mario 64 DS, ce n'est pas Mario, mais Wario qui utilise cette transformation.

Métal Mario apparaît également en pilote jouable à débloquer dans Mario Kart 7, en remplaçant Waluigi, Mario Kart 8 et Mario Kart 8 Deluxe, et en personnage jouable dans Mario Tennis Open et dans Mario Sports Superstars.
Yoshi cracheur de feu — Super Mario 64 DS seulement
- Yoshi peut cracher du feu autant de fois qu'il le souhaite pendant un moment, adoptant donc des similitudes avec un Dragon.

## Super Mario Galaxy
- Mario abeille Bee Mario ハチマリオ (Hachi Mario?, « Mario-guêpe ») : 
Si Mario mange un Champi jaune, alors il arbore un costume d'abeille et peut voler un court instant, marcher sur les fleurs géantes et sur les nuages ainsi que marcher sur des murs de miel. S'il touche de l'eau ou s'il se blesse, il perd la transformation.
- Mario fantôme Boo Mario オバケマリオ (Obake Mario?) : 
Après avoir mangé un Champi blanc, Mario se transforme en Boo et obtient l'habilité de traverser presque tous les obstacles. Mais cette transformation disparaît au contact de la lumière ou d'un ennemi.
- Mario de glace Ice Mario アイスマリオ (Aisu Mario?) : 
Mario se transforme en homme de glace, en ayant au préalable mangé une Fleur de glace, et gèle toute surface sur laquelle il marche, comme l'eau liquide ou la lave. Son effet est limité dans le temps. Dans Super Mario Galaxy 2, cette transformation disparaît.
- Mario volant
Cette transformation acquise après que Mario ait absorbé la puissance d'une Étoile rouge permet à Mario de voler bien plus aisément que dans les autres transformations lui permettant de voler. Cependant, Mario redevient normal après un certain temps ou s'il se sert d'un Anneau étoile.
- Mario Ressort Spring Mario バネマリオ (Bane Mario?) : 
Quand Mario mange un champignon Ressort, il devient Mario Ressort. Ainsi, il devient plus difficilement contrôlable, du fait qu'il rebondit sans cesse, mais peut sauter très haut et ainsi atteindre des zones surélevées et redevient normal dès qu'il touche un anneau étoile.
- Mario Arc-en-ciel
Si Mario touche une super étoile, il devient invincible. Il détruit ses ennemis quand il les touche. Mais après un certain temps ou s'il touche un Anneau étoile, Mario redevient normal

## New Super Mario Bros.
- Mario Koopa Shell Mario コウラマリオ (Kōra Mario?, Mario-carapace) : 
Mario se retrouve dans une carapace bleue et peut glisser sur le sol, éliminant tout ennemi le gênant et brisant les blocs de briques. Il peut aussi résister à la plupart des attaques en restant replié dans cette carapace. On peut retrouver également cette amélioration dans Super Mario 3D World.
- Mini-Mario Mini Mario ミニマリオ (Mini Mario?) : 
En prenant un Mini-Champi, Mario devient minuscule, devenant ainsi très faible, mais aussi très léger et très agile ; il tombe ainsi lentement et peut courir sur l'eau. Si Mario est touché par une attaque dans cet état, il meurt. Cette transformation se retrouve également dans New Super Mario Bros. Wii, New Super Mario Bros. 2 et New Super Mario Bros. U.
- Méga-Mario Mega Mario メガマリオ (Mega Mario?) : 
En prenant un Méga-Champi, Mario devient géant : il peut alors tout détruire sur son passage en avançant. L'effet est limité dans le temps et suivant les dégâts que Mario effectue, il gagne une à cinq vies supplémentaires. Cette transformation se retrouve également dans les jeux New Super Mario Bros. 2 et Super Mario 3D World mais les vies supplémentaires ne sont plus attribuées. Le Méga-Champi peut être aussi utilisé dans Mario Kart Wii comme bonus aléatoire et dans Mario Tennis: Ultra Smash.

## New Super Mario Bros. Wii
- Mario hélice Propeller Mario プロペラマリオ (Puropera Mario?) : 
En attrapant un champi-hélico, Mario peut atteindre des hauteurs précédemment hors d'atteinte, et redescendre en piqué.
- Mario de glace Ice Mario アイスマリオ (Aisu Mario?) : 
En prenant une fleur de glace, Mario se transforme en Mario de glace, qui, contrairement à Super Mario Galaxy (elle transformait Mario en homme de glace), permet de lancer des boules de glace et de congeler ses ennemis.
- Mario pingouin Penguin Mario ペンギンマリオ (Pengin Mario?, « Mario-manchot ») : 
Après avoir pris un costume de pingouin, Mario peut glisser sur la glace et l'eau et jeter des boules de glace comme Mario de glace. Il nage mieux aussi (comme avec son costume de grenouille dans Super Mario Bros. 3). Et ne glisse pas sur la glace en marchant

## Super Mario Galaxy 2
- Mario de Pierre Rock Mario ゴロ岩マリオ (Goroiwa Mario?, Mario-Pierre roulants)
Après avoir mangé un champi pierre, Mario peut se transformer en rocher et peut rouler sur ses ennemis et casser tout sur son passage. L'effet s'estompe si Mario se fait attaquer, qu'il entre en contact avec de l'eau ou entre dans un anneau étoile.
- Mario vrille
En s'équipant d'une vrille, Mario peut transpercer le sol (à part si celui-ci est de pierre, alors il cognera simplement le foret contre le sol), ce qui est bien pratique pour attaquer les ennemis par surprise et atteindre des endroits inaccessibles.
- Mario nuage
En ayant au préalable mangé une Fleur de nuage, Mario peut créer trois plateformes de nuages sous ses pieds en tournoyant pour atteindre des endroits élevés. Cet effet s'estompe si Mario se fait attaquer ou qu'il rentre en contact avec de l'eau.

## Super Mario 3D Land
- Mario Boomerang Boomerang Mario ブーメランマリオ (Būmeran Mario?) :

Après avoir utilisé une fleur boomerang, cette transformation permet à Mario de lancer des boomerangs, transformation déjà vue dans Super Mario Advance 4 ; néanmoins, ici, les boomerangs peuvent être utilisés à l'infini. La fleur boomerang réapparaît dans Mario Kart 8 en tant qu'objet, utilisable uniquement trois fois.
- Mario tanuki / Luigi kitsune

Après obtention d'une Super Feuille, Mario ou Luigi peuvent donner des coups de queue aux ennemis. Leur chute peut également être ralentie. Mario Tanuki est également jouable dans Mario Kart 8 en DLC et Mario Kart Tour.
- Mario tanuki de Pierre/ Luigi kitsune de Pierre

La Feuille Statue permet à Mario de devenir un Tanuki de Pierre. Une attaque rodéo permet alors à Mario de se transformer en une statue divine, le rendant invincible et ignoré de ses ennemis. Cette transformation n'est par ailleurs accessible que dans les mondes spéciaux. Par son apparence, cette transformation se rapproche du costume utilisé dans Super Mario Bros. 3.
- Mario tanuki d'or/ Luigi kitsune d'or

Si Mario meurt 5 fois, cette feuille le rend invincible aussi longtemps que le niveau est en cours. Une fois le niveau terminé, Mario reprend un costume de Tanuki normal.
- Boîte à hélice

La boîte à hélice permet à Mario de se propulser dans les airs. Elle lui permet également de retomber sur le sol en douceur.
- Boîte à pièce

Cette boîte permet à Mario d'obtenir des pièces à chacun de ses sauts.
- Aile P

Cette aile est obtenue si Mario meurt alors qu'il est transformé en Mario tanuki invincible. Celle-ci lui permet alors d'aller directement au drapeau.

## New Super Mario Bros. 2
- Mario d'or Gold Mario ゴールドマリオ (Gōrudo Mario?) :

Lorsque Mario trouve une fleur d'or, Mario se transforme en or. Mario peut alors lancer des boules de feu capables de transformer les briques en pièces. Chaque ennemi ayant été tué par les boules de feu de Mario donne plus de pièces que d'habitude (5, 10, 15, 20...). Luigi devient Luigi d'argent.
Ce personnage devient jouable en tant que DLC dans Mario Golf: World Tour ainsi que dans Mario Kart 8 Deluxe en tant que personnage à débloquer. Il est aussi jouable dans Mario Kart Tour.

## New Super Mario Bros. U
- Mario-Éccureuil volant Flying Squirrel Mario ムササビマリオ (Musasabi Mario?, « Mario-Pétauriste »)

Lorsque Mario mange un Super Gland, il devient Mario-Écureuil-Volant : il peut planer et s'agripper aux murs. Cette transformation ressemble à la transformation de Mario-Tanooki.
- Écureuil Volant P

Si Mario mange un Super Gland P, il devient Mario-Écureuil P : il peut voler pendant tout le niveau à la façon de l'Aile P de Super Mario 3D Land et du P-Wing de Super Mario Bros. 3. Quand il s'envole, on entend la même musique que lorsque Mario-Raton-Laveur s'envole dans New Super Mario Bros. 2.

## Super Mario 3D World
- Mario Chat Cat Mario ネコマリオ (Neko Mario?) :

Lorsque Mario prend une Super Clochette, il obtient un costume de chat qui lui permet temporairement de grimper aux murs, donner des coups de griffes et attaquer en piqué ses ennemis. La princesse Peach apparaît avec le costume de chat en personnage jouable dans le DLC no 1 de Mario Kart 8, Mario Kart 8 Deluxe et Mario Kart Tour.
- Mario Chat d'or

Lorsque Mario prend un grelot de chat, il obtient un costume de chat qui lui donne les mêmes capacités que le chat mais gagne des pièces lors d'une attaque rodéo et peut se transformer en statue pendant un certain temps comme pour le costume Tanuki.
- Double Mario

Lorsque Mario prend une Double Cerise, il se multiplie. S'il prend d'autres cerises, un nouveau double se crée.
- Boîte Canon

Lorsque Mario tape une boîte mystère, elle peut se transformer en boîte canon. Lorsque Mario entre sa tête dans une boîte canon, il lance continuellement des boulets de canon mais il peut s'arrêter en chargeant son coup. Dans Super Mario Maker 2, Mario ne tire pas tout le temps, mais seulement quand le joueur le veut.

## Super Mario Maker
- Champi bizarre

En thème Super Mario Bros., dans un bloc contenant un super champi, il peut y avoir un champi bizarre. Si vous le prenez, Mario se transforme en Mario bizarre, il aura alors la physique de Luigi dans Super Mario Bros 2, il pourra alors sauter plus haut que d'habitude. Cette transformation déforme Mario en faisant hommage à un bug lors de la programmation du jeu original, qui lors d'un test a donné ce Mario à la forme très maigre. C'est la seule transformation (avec le Champi Mystère) à ne pas réapparaître dans Super Mario Maker 2.
- Casque Bruyinsecte

En secouant un Bruyinsecte, il se transforme en casque Bruyinsecte. Il y a plusieurs façons de poser ce casque sur sa tête : soit en le faisant tomber d'une façon ou d'une sur sa tête soit en se baissant la carapace dans les mains. Cette transformation protège Mario des attaques d'en haut et peut par conséquent repousser les Chomps (entre autres).
- Casque Hériss

En secouant un Hériss, il se transforme en casque Hériss. Ce casque se pose de la même façon que le casque Bruyinsecte. Cette attaque permet de faire des dégâts avec sa tête et elle désintègre tout attaque par le haut.

## Super Mario Maker 2
- Mario Marteau

Dans Super Mario Maker 2, quand Mario obtient un marteau, il est en costume d'ouvrier et peut utiliser un marteau qui peut détruire des briques normalement indestructible avec les autres power-ups. Il peut aussi créer des caisses pour aller dans des endroits inaccessible normalement car trop haut.
- Voiture de Koopa

Quand Mario élimine un Koopa dans une voiture, il peut aller dans le véhicule. Cela lui permet d'aller plus vite et d'éliminer tous les ennemis sur son passage. Le véhicule disparaît s'il se cogne dans trois murs ou contre d'autres joueurs en multijoueurs.
- Mario (SMB2)

En prenant un Champignon (SMB2), Mario change d'apparence pour ressembler au Mario de Super Mario Bros. 2. Il lui devient impossible d'écraser la plupart des ennemis, mais en appuyant sur B/Y et bas sur un ennemi/objet, il peut l'attraper et le jeter en relâchant le bouton. En laissant appuyer sur bas, Mario peut aussi charger un super-saut.
- Masque Bill Balle

Mario peut superposer ce masque sur un autre power-up. Il devient alors incapable de lancer des attaques, mais peut plutôt voler en ligne droite pendant un temps limité.
- Boîte POW Rouge

Mario peut enfiler ce casque même s'il est déjà transformé. Il crée alors une onde de choc lorsqu'il cogne un bloc de par le dessous. Mario peut utiliser ce casque trois fois, après quoi il disparaît.

## Super Mario Bros. Wonder
- Mario éléphant Elephant Mario ゾウマリオ (Zō Mario?)

En prenant une pomme en forme d'éléphant, Mario, ainsi que Luigi, Peach, Daisy, Toad et Toadette peuvent se transformer en cet animal. Ils peuvent déplacer des tuyaux, ou cracher de l'eau avec leurs trompes.
- Mario foreuse Drill Mario ドリルマリオ (Doriru Mario?) :

Avec un champignon foreuse, les personnages peuvent creuser dans les sols ou les plafonds. Cet objet est un peu similaire à la vrille de Super Mario Galaxy 2.
- Mario à bulle Bubble Mario アワマリオ (Awa Mario?) :

Avec une fleur à bulles, les personnages peuvent lancer des bulles, afin de transformer les ennemis. Ils peuvent également se servir des bulles comme plate-forme. Cet objet est similaire au Bébé Yoshi bleu de New Super Mario Bros. U.